# Turbát-patak
A Turbát-patak (más néven Turbat ukránul: Турбат [Turbat])  folyó Kárpátalján, a Bruszturjanka (Teresulka) bal oldali forrásága. Hossza 19 km, vízgyűjtő területe 101 km². Esése 39 ‰.
A Fagyalos északi lejtőjén ered. Észak-északkelet, majd északnyugat felé folyik. A Bertyankával egyesülve alkotja a Bruszturjankát (Teresulka), mely a Tarac bal oldali forrásága.

## Történelem
A Máramarosi-Verhovina tőle északra található vízválasztó gerince a történelmi Magyar Királyság határát is hordozta. A Pántor-hágó és a tőle északra fekvő Légiós-hágó is harcok színhelye volt az első világháborúban, bár mivel utak hiányában nehezen megközelíthető, a közeli Tatár-hágóhoz képest másodlagos támadási ill. visszavonulási irány volt. Az 1914. októberi és 1915. januári harcok után 1916 nyarán a Bruszilov-offenzíva érte el itt a Kárpátokat; a Turbát-patak menti harcálláspontot szeptember 12-én Károly trónörökös is meglátogatta.